# Hans Nadler (Maler)

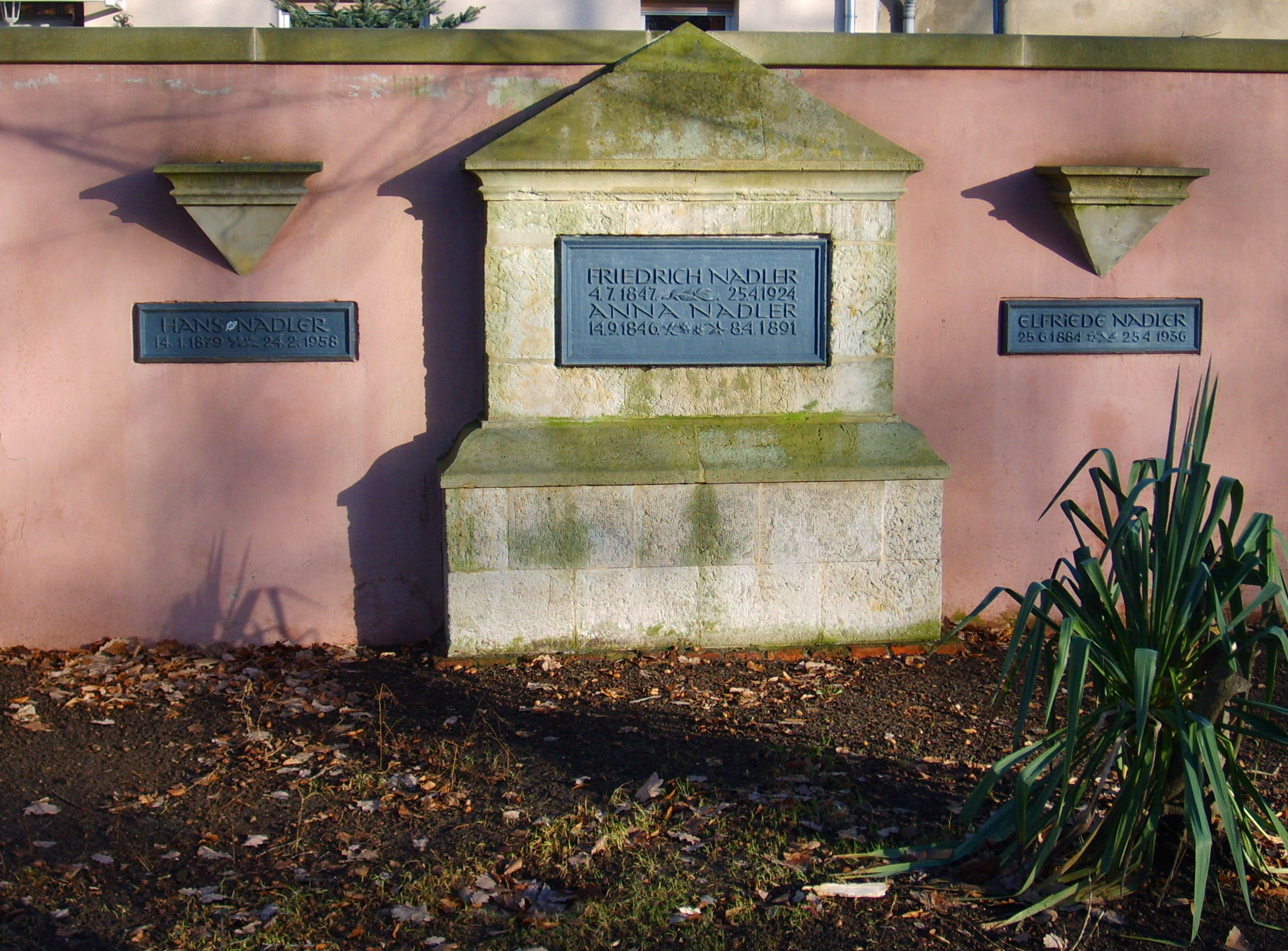
Familiengrab der Familie Nadler im Stadtpark Elsterwerda

Hans Nadler (* 14. Januar 1879 in Elsterwerda; † 24. Februar 1958 in Gröden) war ein deutscher Maler. Durch seine Vielzahl von Darstellungen der Landschaft und Menschen des Schraden wurde er neben Walter Besig als Schradenmaler bezeichnet.
Hans Nadler ist der Vater des gleichnamigen Denkmalpflegers.

## Leben

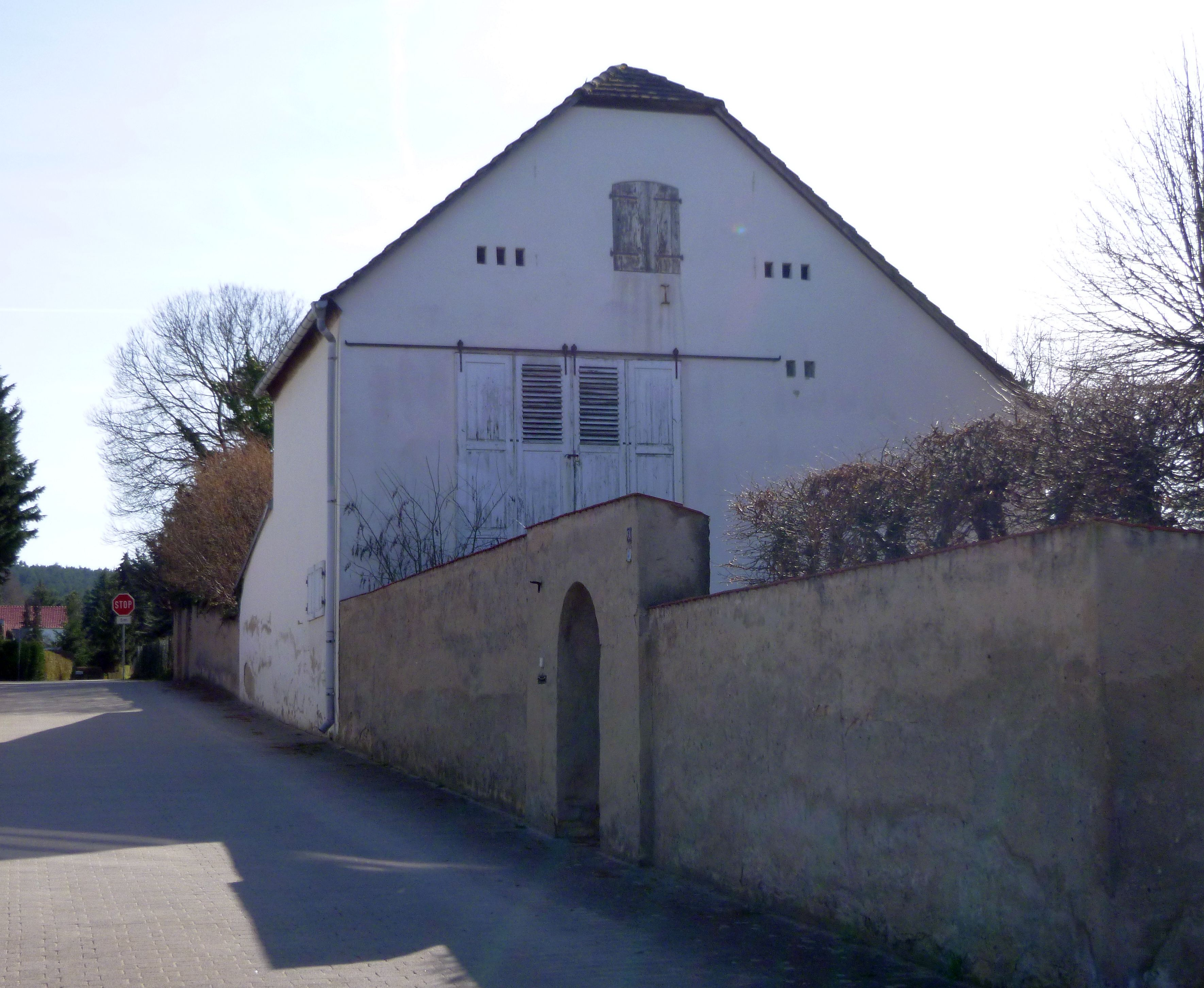
Atelier in Gröden

Hans Nadler wurde am 14. Januar 1879 in Elsterwerda als Sohn des Seminarlehrers Friedrich Nadler geboren. Nach seiner Ausbildung an der Akademie in Dresden wurde Hans Nadler Maler. Er war Schüler des Landschaftsmalers Carl Bantzer und Meisterschüler bei Professor Gotthardt Kuehl. Diese beiden vertraten eine impressionistisch geprägte Freilichtmalerei. Seine Studienreisen führten ihn unter anderem in die Niederlande und nach Frankreich. Eine Zeit lang arbeitete er in München, wo Maler wie Max Liebermann, Wilhelm Leibl und Hans Thoma wirkten und ihn beeindruckten. Er war Pleinairist. Nadler malte vor allem realistische Landschaftsbilder mit ländlich anmutenden Figuren. Seine Arbeiten hatten aber auch impressionistische und expressionistische Züge, wie es u. a. das Bild Diesbar erkennen lassen. In Dresden gehörte er der Künstlergruppe Die Elbier an und wirkte später im Akademischen Rat, dem auch Robert Sterl angehörte, welcher das Atelier des verstorbenen Gotthardt Kuehl übernommen hatte. 1909 war Nadler Gründungsmitglied der Künstlervereinigung Dresden. Für seine Verdienste als Maler und als Förderer der Kunst wurde ihm 1918 vom sächsischen König Friedrich August der Titel Professor verliehen.
Sein persönliches Leben bewegte sich hauptsächlich zwischen den Orten Gröden, wo er sein Haus und Atelier hatte, Elsterwerda, hier unterrichtete er montags und dienstags als Kunsterzieher an der damaligen Oberrealschule „Elsterschloss“ und Dresden. In Dresden traf er sich mit Gleichgesinnten, wie Otto Gussmann, Paul Rößler und Nikolaus Graf von Seebach.
Hans Nadler war Mitglied im Deutschen Künstlerbund. In der Zeit des Nationalsozialismus gehörte er obligatorisch der Reichskammer der bildenden Künste an, und er beteiligte sich nachweislich mindestens bis 1937 an Ausstellungen.
Nach seinem Tode wurde im Jahre 2021 die Grundschule in Gröden nach ihm benannt und an deren Giebelwand eine Sgraffito-Kopie seines Bildes Schradenlandschaft durch den Dresdener Graffitikünstler und Auftragsmaler Christian Weiße angebracht.

## Arbeiten (Auswahl)

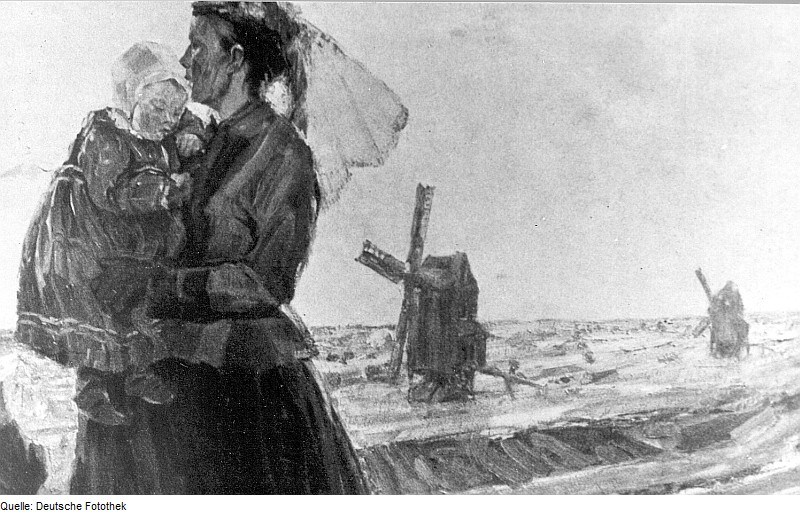
Ausschnitt eines Gemäldes im Liebenwerdaer Heimatkalender 1914

- Keramiksgraffito zur Elbschifffahrt an der Augustusbrücke in Dresden
- Wandgestaltung im Tauf- und Trauungssaal der Apostelkirche (Dresden) in Sgraffitotechnik[6]
- Schradenlandschaft bei Nacht
- Schradenlandschaft
- Brücke bei Frauenhain mit Regenbogen
- Trauernde Frauen
- Begräbnis
- Kurrendeknaben
- Zwei Mädchen – Plastik
- Frauenfigur – Plastik
- Bild des Vaters – Porträt
- Ruhe auf der Flucht

## Ausstellungen (Auswahl)
- 1912: Dresden, Große Kunstausstellung
- 1926: Dresden, Große Aquarellausstellung des Sächsischen Kunstvereins[7]
- 1933: Dresden („Gemeinsame Ausstellung 3 Künstlergruppen. Künstlervereinigung, Deutscher Künstlerverband, Dresdner Sezession“)
- 1934: Dresden, Brühlsche Terrasse („Sächsische Kunstausstellung“)
- 1935: Dresden („Dresdner Kunstausstellung“)
- 1936: Dresden, Brühlsche Terrasse und Städtische Kunsthalle („Kunstausstellung Dresden“)
- 1937: Dresden, Städtische Kunsthalle („Sommerausstellung“ des Deutschen Künstler-Verbands Dresden und der Deutschen Künstlervereinigung Dresden)
- 1946: „Kunstausstellung 1946 der Provinz Sachsen“, Städtisches Museum in der Moritzburg
- 1947: Gera, „Graphik. 25 Jahre Graphik-Sammlung Dr. Heinrich Mock. Die Blätter des Graphik-Verlages“, Kulturamt Gera
- 1948: Glauchau, „3. Sonderausstellung 1948. Kunstwerke für den Weihnachtstisch“, Stadt- und Heimatmuseum Glauchau.

### Postum
- 2008: Senftenberg, Ausstellung in der Galerie am Schloss
- Ständige Ausstellung in der Kleinen Galerie „Hans Nadler“ in Elsterwerda. Diese würdigt das Schaffen des Malers Hans Nadler mit Leihgaben der Familie Nadler.

Werke von Hans Nadler befinden sich in den Staatlichen Kunstsammlungen Dresden, im Museum der bildenden Künste Leipzig, in der Kunsthalle Bielefeld, in der Städtischen Kunstsammlung Freital auf Schloss Burgk, in den Kunstsammlungen von Stuttgart und Lugano und im Kreismuseum Bad Liebenwerda.